# Ereca kalimabengana
Ereca kalimabengana is een hooiwagen uit de familie Assamiidae.